# Velódromo de Inca
El Velódromo de Inca (también conocido popularmente como Velódromo des Cos) fue una instalación de ciclismo en pista al aire libre situada en el municipio de Inca (Islas Baleares, España), existente entre 1898 y 1900.
Fue impulsada por el Club Velocipedista de Inca, sociedad deportiva fundada poco antes (1897) para la práctica del ciclismo. Fue planificada en unos terrenos denominados Camp de sa Mostra, no muy lejos de su local social, con el objetivo de celebrar carreras en pista.
La inauguración tuvo lugar el 29 de mayo de 1898. El recinto tenía 333,33 metros de cuerda, la pista 6 metros de anchura y gradas para 2.000 espectadores. La principal carrera que acogió fue el Campeonato de Baleares de ciclismo de 1899.
La crisis que sufrió la entidad propietaria precipitó que, al cabo de tan solo dos años, los terrenos del velódromo se vendiesen. Así, a finales de 1900 la entidad se desprendió de la pista y fue derribada durante 1901.